# Rua Senador Manoel Barata
A Rua Senador Manoel Barata é uma das vias mais antigas da cidade de Belém do Pará, assim como a Rua Siqueira Mendes.
O seu atual nome é uma homenagem ao político Manoel de Melo Cardoso Barata, porém, sua primeira denominação foi Rua Nova de Santa Ana em uma referência a Igreja Nossa Senhora de Santana.